# Numia subvectaria
Numia subvectaria är en fjärilsart som beskrevs av Walker 1861. Numia subvectaria ingår i släktet Numia och familjen mätare. Inga underarter finns listade i Catalogue of Life.